# Йелгава (район)
Йелгава (на латвийски: Jelgavas rajons) е район в централна западна Латвия. Административен център е град Йелгава. Населението на района е 37 054 души, а територията е 1605 km2. Районът граничи с Добеле на запад, Бауска на изток, Литва на юг, Тукумс на северозапад и с Рига на север.

## Населени места
| - Валгунде - Вилце - Виржава - Глуда - Елея - Залениеки - Калнциемс - Лиелплатоне |  | - Ливберзе - Озолниеки - Платоне - Сесава - Сидрабене - Свете - Яунсвирлаука |